# Diez mujeres
Diez mujeres es una novela escrita por Marcela Serrano, publicada en 2011 por Alfaguara, del grupo editorial Penguin Random House. Cuenta las historias de una psicóloga y nueve de sus pacientes, todas mujeres. La novela está ambientada en Santiago de Chile y cada uno de los capítulos del libro está dedicado a la historia de uno de los diez personajes. Natasha, una terapeuta nacida en Minsk, decide reunir a nueve de sus pacientes para que compartan sus historias, muy diversas entre sí, donde cada una expone el peso que acarrea sobre sus hombros. Entre los personajes se encuentran madres, hijas, esposas, viudas y amantes, de distintos orígenes, edades y ocupaciones.